# Мир Джасым Бег I
Мир Джасым Бег I (курд. Mîr Casim beg I) — езидский правитель, Эмир Шейхана и Всех езидов, правящий в начале XIX века. Он родился в семье Мира Хасан Бега. Правил Шейханом после гибели брата Мира Али Бега c 1833 года.